# Фостер, Скотт
Скотт Фостер (англ. Scott Foster, род. 17 января 1982, Сарния, Онтарио, Канада) — канадский хоккейный вратарь.
Выступал за Западный Мичиганский университет с 2002 по 2006 годы  в студенческой лиге NCAA.
Бухгалтер по профессии.
Дебютировал в НХЛ 29 марта 2018 года за клуб «Чикаго Блэкхокс». В этот день он подписал однодневный контракт с клубом в качестве резервного голкипера, поскольку два основных вратаря «Чикаго» Кори Кроуфорд и Антон Форсберг были травмированы. За 14 минут до конца домашнего матча с «Виннипег Джетс» третий вратарь Коллин Делиа также получил травму после чего Фостер вышел на лед. За оставшееся время Фостер отразил все 7 бросков по воротам и был признан первой звездой матча.